# Komórki kubkowe

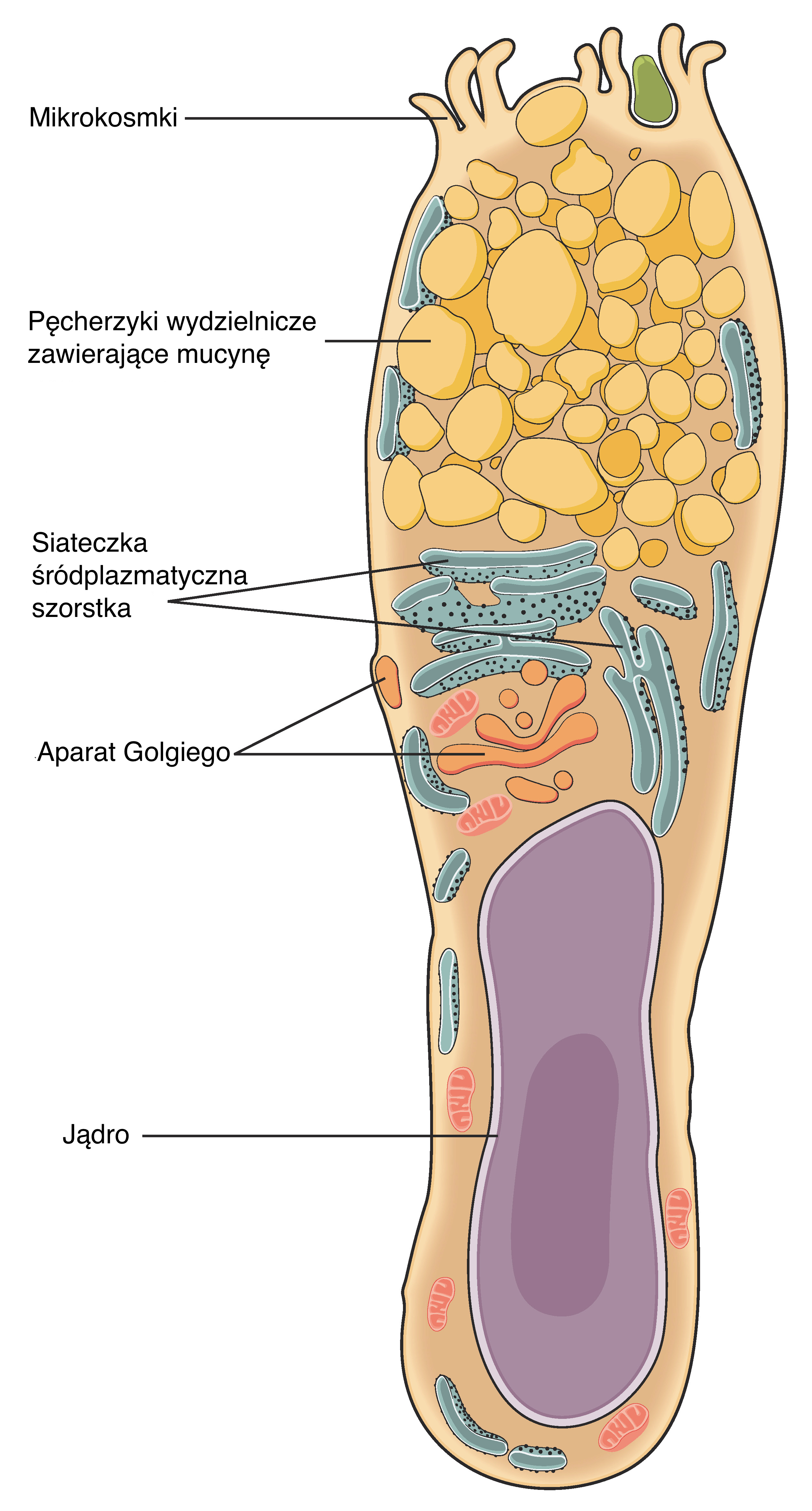
Komórka kubkowa

Komórki kubkowe (ang. goblet cell) – komórki wchodzące m.in. w skład ludzkiego nabłonka dróg oddechowych (drugie co do częstości, obok komórek z brzeżkiem migawkowym), jelita cienkiego, jelita grubego oraz spojówki powieki górnej.
Funkcjonują jako jednokomórkowe gruczoły wydzielające śluz.
Głównym białkiem śluzu wydzielanym przez komórki kubkowe jest białko MUC2.
Komórki kubkowe kształtem przypominają kielich, lub kubek rzymski (skąd wywodzi się ich nazwa).
W najwęższej części komórki kubkowej znajduje się głównie siateczka śródplazmatyczna szorstka, nad którą znajduje się aparat Golgiego, a w części przyszczytowej występują duże ziarna wydzielnicze wypełnione śluzem.
W drogach oddechowych stopniowo, wraz ze zmniejszaniem średnicy oskrzelików, są zastępowane przez komórki maczugowate, dawniej zwane komórkami Clary
Ich ilość w jelitach rośnie wraz z kolejnymi jego odcinkami – najmniej jest ich w dwunastnicy, a najwięcej w jelicie grubym.
Komórki kubkowe w spojówce występują liczniej w jej części przyśrodkowej, względem części skroniowej.
Produkcja śluzu w komórkach kubkowych jest regulowana poprzez autonomiczny układ nerwowy. Układ przywspółczulny wraz z jego mediatorem acetylocholiną pobudza wydzielanie śluzu, natomiast układ współczulny (i jego mediatory – adrenalina i noradrenalina – inaczej: epinefryna i norepinefryna) – hamują wydzielanie śluzu. Wydzielanie śluzu jest także pobudzone przez interleukinę IL-4.
Oprócz produkcji śluzu, komórki kubkowe współdziałają z systemem odpornościowym, głównie poprzez wydzielanie immunoglobulin IgA. Badania dowodzą także, że komórki kubkowe prezentują antygeny komórkom dendrytycznym.
Komórki kubkowe są wykorzystywane przez bakterie Listeria monocytogenes do wniknięcia do organizmu człowieka. We wniknięciu pośredniczy białko powierzchniowe komórek kubkowych – kadheryna E.

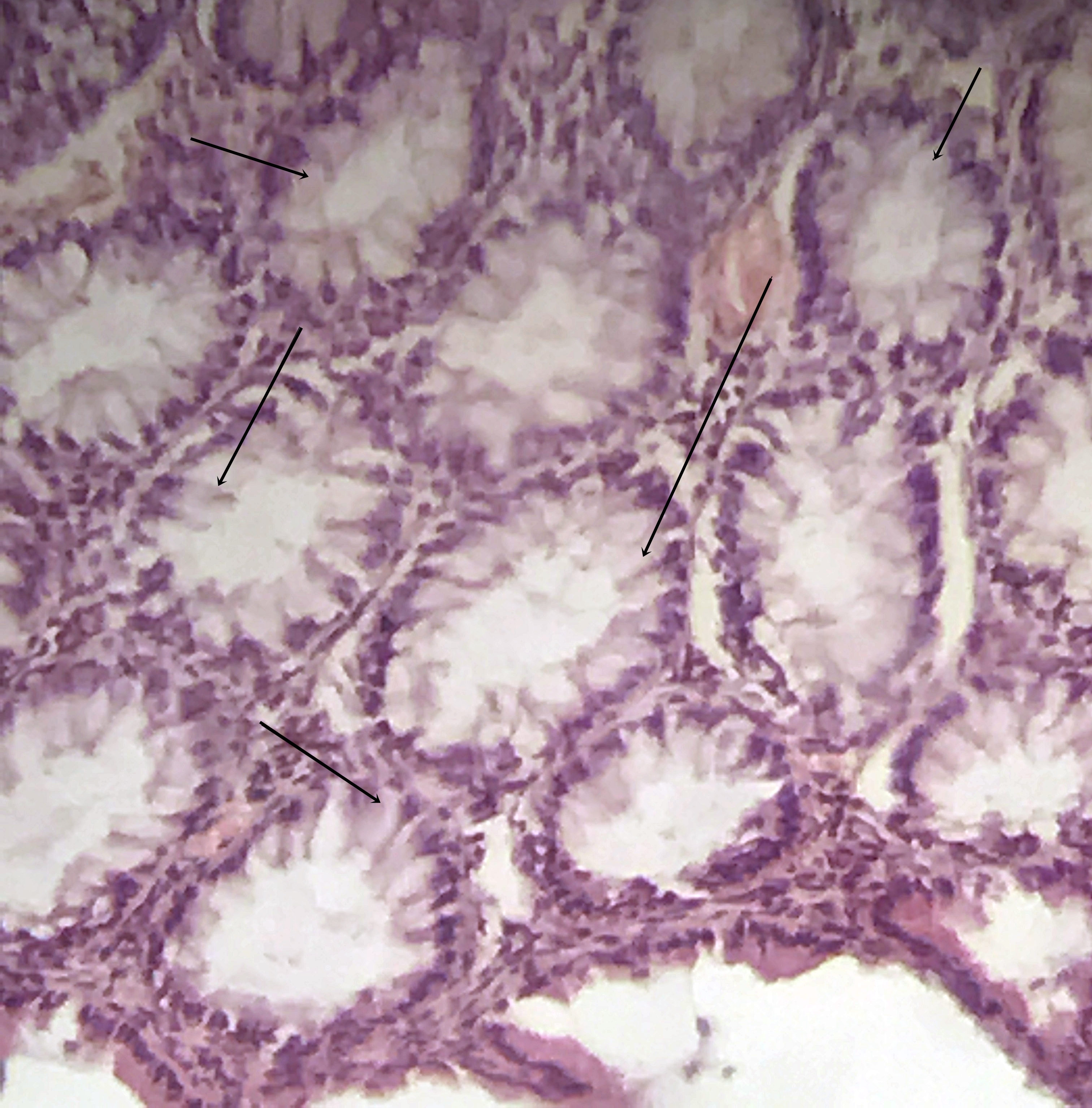
Komórki kubkowe w jelicie grubym.